# Парагон Естејтс (Колорадо)
Парагон Естејтс (енгл. Paragon Estates) насељено је место без административног статуса у америчкој савезној држави Колорадо.

## Демографија
По попису из 2010. године број становника је 928.
| Група             | 2000.    | 2010.       |
| Белци             | 0 (0,0%) | 857 (92,3%) |
| Афроамериканци    | 0 (0,0%) | 3 (0,3%)    |
| Азијати           | 0 (0,0%) | 29 (3,1%)   |
| Хиспаноамериканци | 0 (0,0%) | 31 (3,3%)   |
| Укупно            | 0        | 928         |